# Zichtau
Zichtau ist ein Ortsteil der gleichnamigen Ortschaft der Hansestadt Gardelegen im Altmarkkreis Salzwedel in Sachsen-Anhalt.

## Geografie
Dorf Zichtau, ein Haufendorf mit dem Gut Zichtau, liegt elf Kilometer nordwestlich von Gardelegen an der Zichtauer Bäke im Norden der Hellberge in der Altmark.
Zur Gemarkung Zichtau gehören mit dem Langen Berg und dem Stakenberg auch die größten Erhebungen dieser Hügelkette. Südöstlich der Ortslage befindet sich an der Stelle des ehemaligen Dorfes Ferchel das Naturdenkmal Ferchel-Eiche. Nördlich von Zichtau befinden sich mit der tausendjährigen Zichtauer Eiche und der Schlucht Himmel und Hölle zwei weitere bekannte Wanderziele.
Nachbarorte sind Schwiesau im Südwesten, Engersen im Nordosten, Rothekrug im Osten und Wiepke im Südosten.

## Geschichte

### Mittelalter bis Neuzeit
Eine Erwähnung von Zichtau stammt aus dem Jahre 1420, als das Gut zur Herrschaft Kalbe hinzu erworben wurde. Eine Urkunde darüber ist nicht bekannt. Eine Notiz in einer Handschrift über die von Alvensleben, verfasst von Gottlieb Leberecht Zarnack im Jahre 1774, nennt das Zichtausche Gut anno 1420.
Das Dorf wurde im Jahre 1473 erstmals urkundlich als Czychtow erwähnt, als Kurfürst Albrecht von Brandenburg Busse, Ludolph und Gebhard von Alvensleben mit Kalbe, Bismark und anderen Besitzungen belehnt. Weitere Nennungen sind 1506 Czichtow, 1551 Sichtow, 1608 Sichtow, 1687 Zichtow. Das Gut gehörte von 1473 bis 1681 denen von Alvensleben, dann wurde es geteilt. Rittergut I (Alte Seite) gehörte später von 1853 bis 1945 dem Staatsminister von Goßler und seinen Nachfahren. Das Rittergut II (Neue Seite) ging ab 1811 an den Amtmann Solbrig und ab 1851 bis 1945 ebenfalls an den Staatsminister von Goßler und seine Nachfahren.

### Eingemeindungen

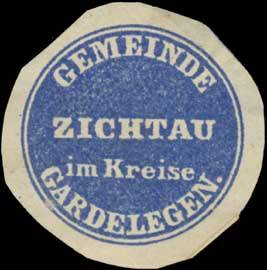
Siegelmarke der Gemeinde Zichtau

Ursprünglich gehörte das Dorf zum Salzwedelischen Kreis der Mark Brandenburg in der Altmark. Zwischen 1807 und 1810 lag es im Kanton Zichtau auf dem Territorium des napoleonischen Königreichs Westphalen. Ab 1816 gehörte die Gemeinde zum Kreis Gardelegen, dem späteren Landkreis Gardelegen.
Ab dem 25. August 1952 gehörte die Gemeinde Zichtau zum Kreis Gardelegen. Am 1. Juli 1994 wurde die Gemeinde in den Altmarkkreis Salzwedel umgegliedert. Am 17. Oktober 1928 wurde der Gutsbezirk Zichtau mit der Landgemeinde Zichtau vereinigt mit der Maßgabe, dass die Exklaven Zichtauer Wiesen und die Wiese im Grauing mit der Landgemeinde Schenkenhorst vereinigt werden.
Durch einen Gebietsänderungsvertrag beschloss der Gemeinderat der Gemeinde Zichtau am 22. Juni 2009, dass die Gemeinde Zichtau in die Hansestadt Gardelegen eingemeindet wird. Dieser Vertrag wurde vom Landkreis als unterer Kommunalaufsichtsbehörde genehmigt und trat am 1. Januar 2010 in Kraft.
Nach Eingemeindung der bisher selbständigen Gemeinde Zichtau wurde Zichtau Ortsteil der Hansestadt Gardelegen. Für die eingemeindete Gemeinde wurde die Ortschaftsverfassung nach den §§ 86 ff. der Gemeindeordnung Sachsen-Anhalt eingeführt. Die eingemeindete Gemeinde Zichtau und künftige Ortsteil Zichtau wurde zur Ortschaft der aufnehmenden Hansestadt Gardelegen. In der eingemeindeten Gemeinde und nunmehrigen Ortschaft Zichtau wurde ein Ortschaftsrat mit sechs Mitgliedern einschließlich Ortsbürgermeister gebildet.

### Einwohnerentwicklung

#### Dorf und Gemeinde
| Jahr | Einwohner |
| ---- | --------- |
| 1734 | 024       |
| 1774 | 183       |
| 1789 | 198       |
| 1798 | 048       |
| 1801 | 169       |
| 1818 | 238       |

| Jahr | Einwohner |
| ---- | --------- |
| 1840 | 357       |
| 1864 | 129       |
| 1871 | 126       |
| 1885 | 113       |
| 1895 | 126       |
| 1905 | 133       |

| Jahr | Einwohner |
| ---- | --------- |
| 1925 | 363       |
| 1939 | 347       |
| 1946 | 465       |
| 1964 | 268       |
| 1971 | 280       |
| 1981 | 282       |

| Jahr | Einwohner |
| ---- | --------- |
| 1993 | 244       |
| 2006 | 272       |
| 2012 | [00]250   |
| 2016 | 232       |
| 2021 | [0]206    |
| 2022 | [0]211    |

#### Gut und Gutsbezirk
| Jahr | Einwohner |
| ---- | --------- |
| 1798 | 71 und 46 |
| 1864 | 260       |
| 1871 | 213       |

| Jahr | Einwohner |
| ---- | --------- |
| 1885 | 229       |
| 1895 | 225       |
| 1905 | 202       |

Quelle, wenn nicht angegeben, bis 2006:

## Religion
Die evangelische Kirchengemeinde Zichtau, die früher zur Pfarrei Zichtau gehörte, wird heute betreut vom Pfarrbereich Kalbe-Kakerbeck im Kirchenkreis Salzwedel im Propstsprengel Stendal-Magdeburg der Evangelischen Kirche in Mitteldeutschland.
Die ältesten überlieferten Kirchenbücher für Zichtau stammen aus dem Jahre 1671.

## Politik

### Ortsbürgermeister
Seit Juli 2019 ist Lukas Kösterke Ortsbürgermeister der Ortschaft Zichtau. Er war zuvor stellvertretender Ortsbürgermeister und übernahm diesen Posten bereits vor 5 Jahren.

### Ortschaftsrat
Bei der Ortschaftsratswahl am 26. Mai 2019 errang die Wählergemeinschaft „Wir für Zichtau“ alle 6 Sitze.

### Wappen
Das Wappen wurde am 11. April 2005 durch den Landkreis genehmigt.
Blasonierung: „In Silber auf grünem Hügel eine mit einem Herzschild belegte grüne Kastanie. Herzschild: In Gold zwei rote Balken, der obere belegt mit zwei silbernen Rosen, der untere mit einer silbernen Rose (Wappen des Geschlechts von Alvensleben).“
Die Farben der Gemeinde sind Grün und Silber (Weiß).

## Kultur und Sehenswürdigkeiten

### Bauwerke

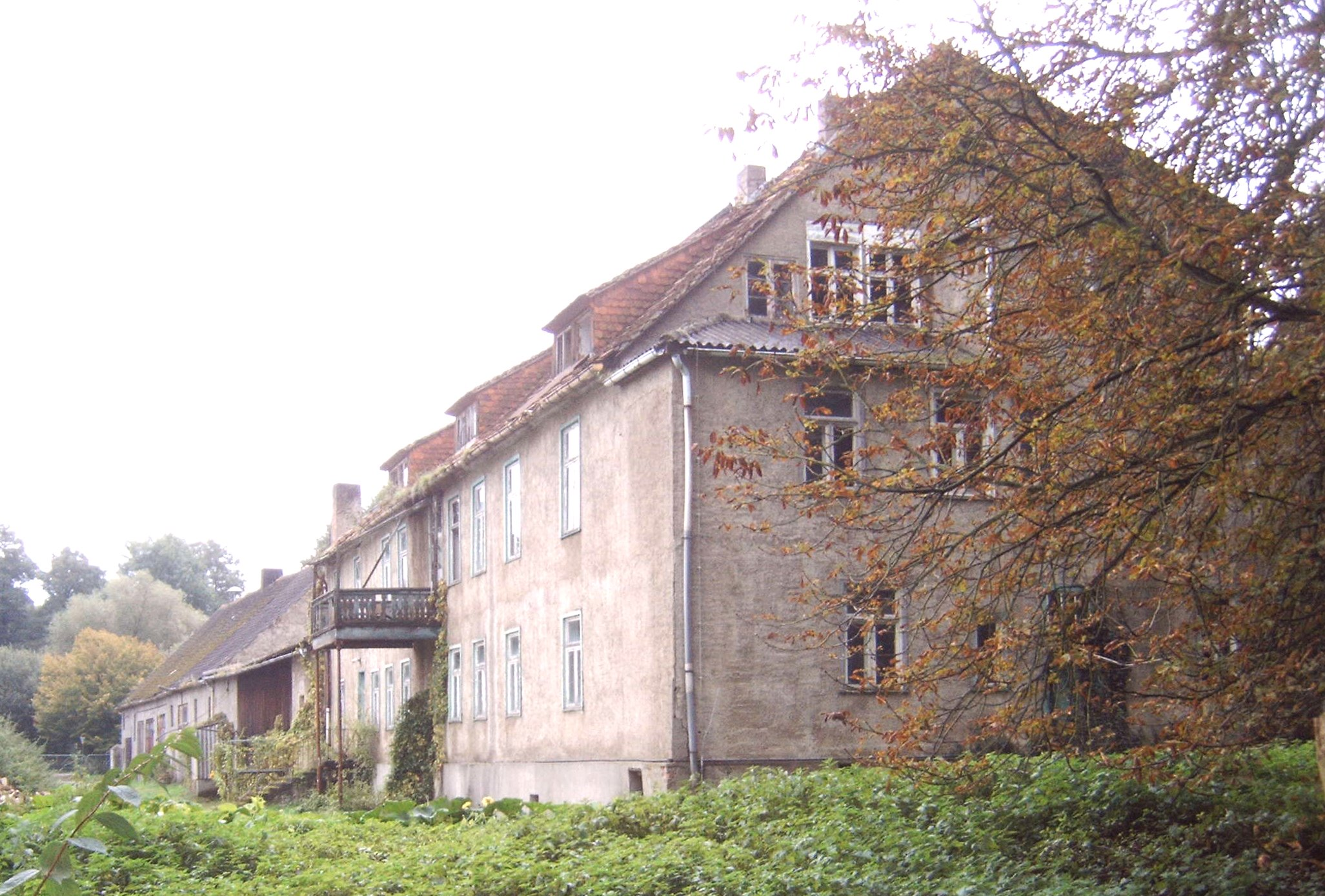
Gutshaus Zichtau

- Die evangelische Dorfkirche Dorfkirche Zichtau entstand wohl auf den Grundmauern eines Vorgängerbaues als verputzter Fachwerkbau im Jahre 1589.[18]
- Um die Gutsgebäude Gutshofes Zichtau sind die Reste des 1820 angelegten heute verwilderten, ursprünglich jedoch vielbeachteten Landschaftsparks Zichtau zu erkennen.

### Gedenkstätten
Auf dem Ortsfriedhof erinnert ein Sammelgrab mit Gedenkstein an neun (nach anderen Angaben: zehn) KZ-Häftlinge, die auf einem Todesmarsch nach Räumungstransporten aus dem KZ-Außenlager Hannover-Stöcken und aus mehreren Außenlagern des Konzentrationslagers Mittelbau-Dora im April 1945, der von Mieste bis zum Massaker in der Isenschnibber Feldscheune verlief, von SS-Männern ermordet wurden.

### Sonstiges
Im September 2022 gewann Zichtau beim 11. Landeswettbewerb Unser Dorf hat Zukunft den zweiten Platz.

## Persönlichkeiten
- Johann Friedrich von Alvensleben (1712–1783), Regierungspräsident in Magdeburg
- Achaz Heinrich von Alvensleben (1716–1777) war preußischer Generalmajor und Besitzer von Gut Zichtau
- Ludwig Karl Alexander von Alvensleben (1778–1842), preußischer Offizier und eine der Hauptfiguren in Theodor Fontanes Roman Schach von Wuthenau, starb am 30. August 1842 in Zichtau.
- Busso XVI. von Alvensleben (1792–1879) war General und Hofmarschall des Herzogs von Sachsen-Coburg-Gotha
- Johann Solbrig (1778–1850) erwarb 1811 das Gut Zichtau. Als Gutsbesitzer und Amtmann veranlasste er die Wiederaufforstung der Hellberge. Er verstarb am 24. Juni 1850 in Zichtau und wurde hier am 27. Juni beigesetzt.
- Am 30. September 1804 heiratete Hans Karl Adam von Gagern in Zichtau Jeanette Sophie Friederike Juliane von Alvensleben (* 1. Juli 1781; † 7. Juli 1876),[21] eine Tochter des Landrats Johann Friedrich von Alvensleben (1747–1829).[22]